# Miszla
Miszla község Tolna vármegyében, a Tamási járásban.

## Fekvése
Pincehelytől délre, Gyönktől északra, Nagyszékelytől délnyugatra fekszik. Központja csak a 63 118-as számú mellékúton érhető el, amely Gyönk központjában ágazik ki észak felé a 6313-as útból. Közigazgatási területének északi szélén mintegy két kilométernyi hosszban elhalad a 6312-es út is, de a lakott területével nincs kapcsolatban, szilárd burkolatú leágazása sincs az útnak a község belterülete felé. Önkormányzati fenntartású, alsóbbrendű út kapcsolja össze Belecskával, illetve a falu déli határában indul, a 63 118-as útból kiágazva az Udvarira vezető  63 119-es út.

## Közélete

### Polgármesterei
| Időszak   | Név                         | Jelölő szervezet            | Megjegyzés                                               |
| --------- | --------------------------- | --------------------------- | -------------------------------------------------------- |
| 1990–1994 | Baksa János                 | független                   |                                                          |
| 1994–1998 | Baksa János                 | független                   |                                                          |
| 1998–2002 | Baksa János                 | független                   |                                                          |
| 2002–2006 | Mózes László                | független                   |                                                          |
| 2006–2007 | Id. Baksa János             | független                   | a képviselő-testület feloszlatta magát                   |
| 2007–2009 | Mózes László                | független                   | Időközi választás 2007. július 15. hivataláról lemondott |
| 2009–2010 | Boza Ferenc                 | független                   | Időközi választás 2009. december 20.                     |
| 2010–2014 | Boza Ferenc                 | független                   |                                                          |
| 2014–2019 | Boza Ferenc                 | független                   |                                                          |
| 2019–2022 | Boza Ferenc                 | független                   | hivatalában elhunyt                                      |
| 2022–2023 | Bodor István alpolgármester | Bodor István alpolgármester |                                                          |
| 2023–2024 | Bodor István                | független                   | Időközi választás 2023. február 5.                       |
| 2024–     | Bodor István                | független                   |                                                          |

## Népesség
A település népességének változása:
| Lakosok száma | 292  | 283  | 270  | 247  | 255  | 255  | 252  |
|               | 2013 | 2014 | 2015 | 2021 | 2022 | 2023 | 2024 |

A 2011-es népszámlálás során a lakosok 95,7%-a magyarnak, 0,4% cigánynak, 1,1% németnek, 0,4% örménynek, 0,4% románnak, 0,4% szerbnek mondta magát (3,9% nem nyilatkozott; a kettős identitások miatt a végösszeg nagyobb lehet 100%-nál). A vallási megoszlás a következő volt: római katolikus 38,7%, református 38%, evangélikus 2,2%, görögkatolikus 0,4%, izraelita 0,4%, felekezeten kívüli 8,6% (11,5% nem nyilatkozott).
2022-ben a lakosság 93,3%-a vallotta magát magyarnak, 0,8% németnek, 0,4% románnak, 0,4% cigánynak, 2,4% egyéb, nem hazai nemzetiségűnek (5,9% nem nyilatkozott; a kettős identitások miatt a végösszeg nagyobb lehet 100%-nál). Vallásuk szerint 27,8% volt római katolikus, 21,2% református, 1,6% evangélikus, 0,8% görög katolikus, 4,3% egyéb katolikus, 14,5% felekezeten kívüli (29,8% nem válaszolt).

## Nevezetességek
- Katolikus templom - a 18. század közepén épült barokk stílusban.
- Református templom - 1789-91-ben épült a késő barokk stílusban.
- Evangélikus templom - épült az 1900-as években.
- Nemeskéry-kastély - 19. század elején Nemeskéry Kis Pál építette, klasszicista stílusban.

## Híres emberek
- Kiss Pál (kormányzó) Fiume kormányzója 1837-1848